# Josje Smit

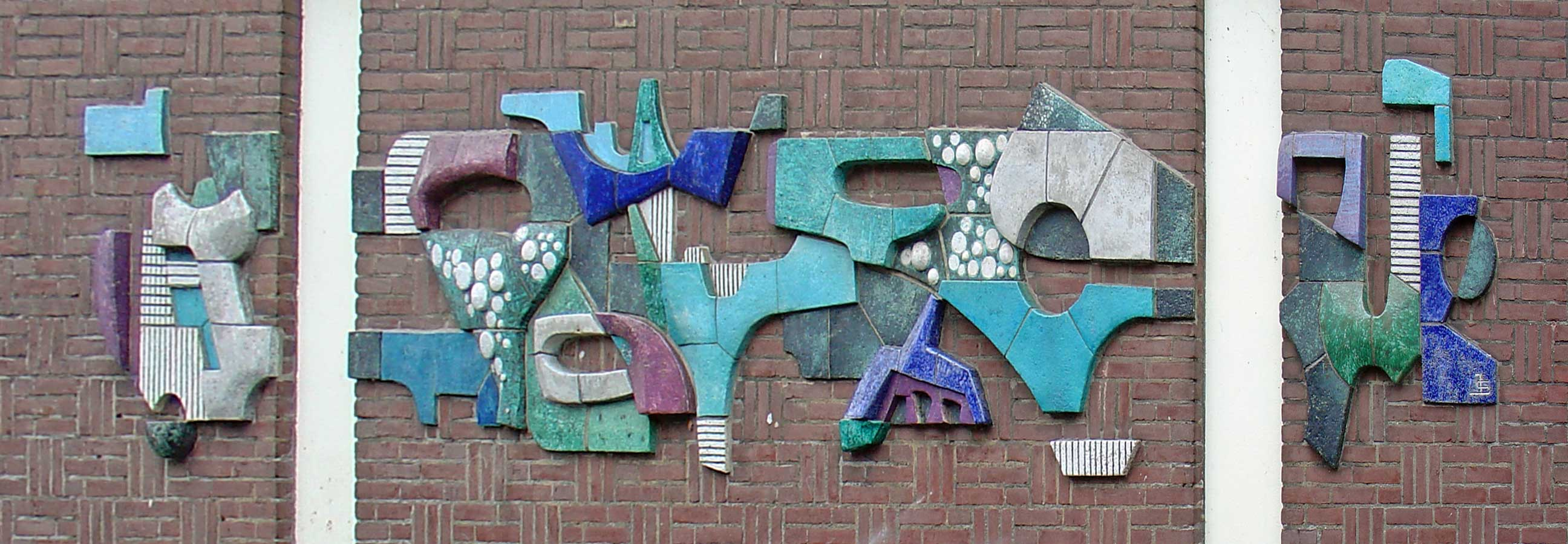
Sin título (1963), relieve, Gouda

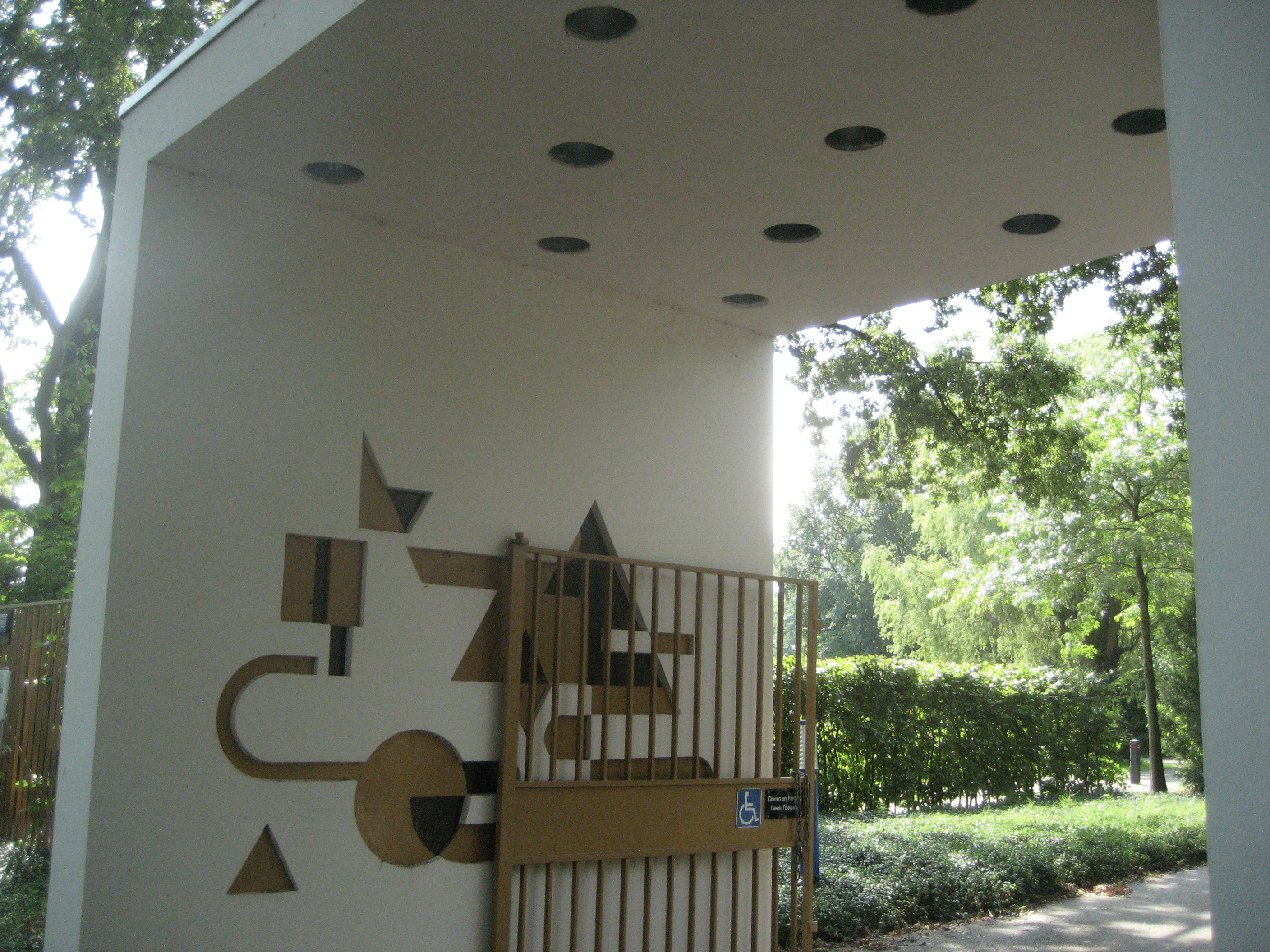
Puerta de entrada Rosenburgh (Voorschoten)

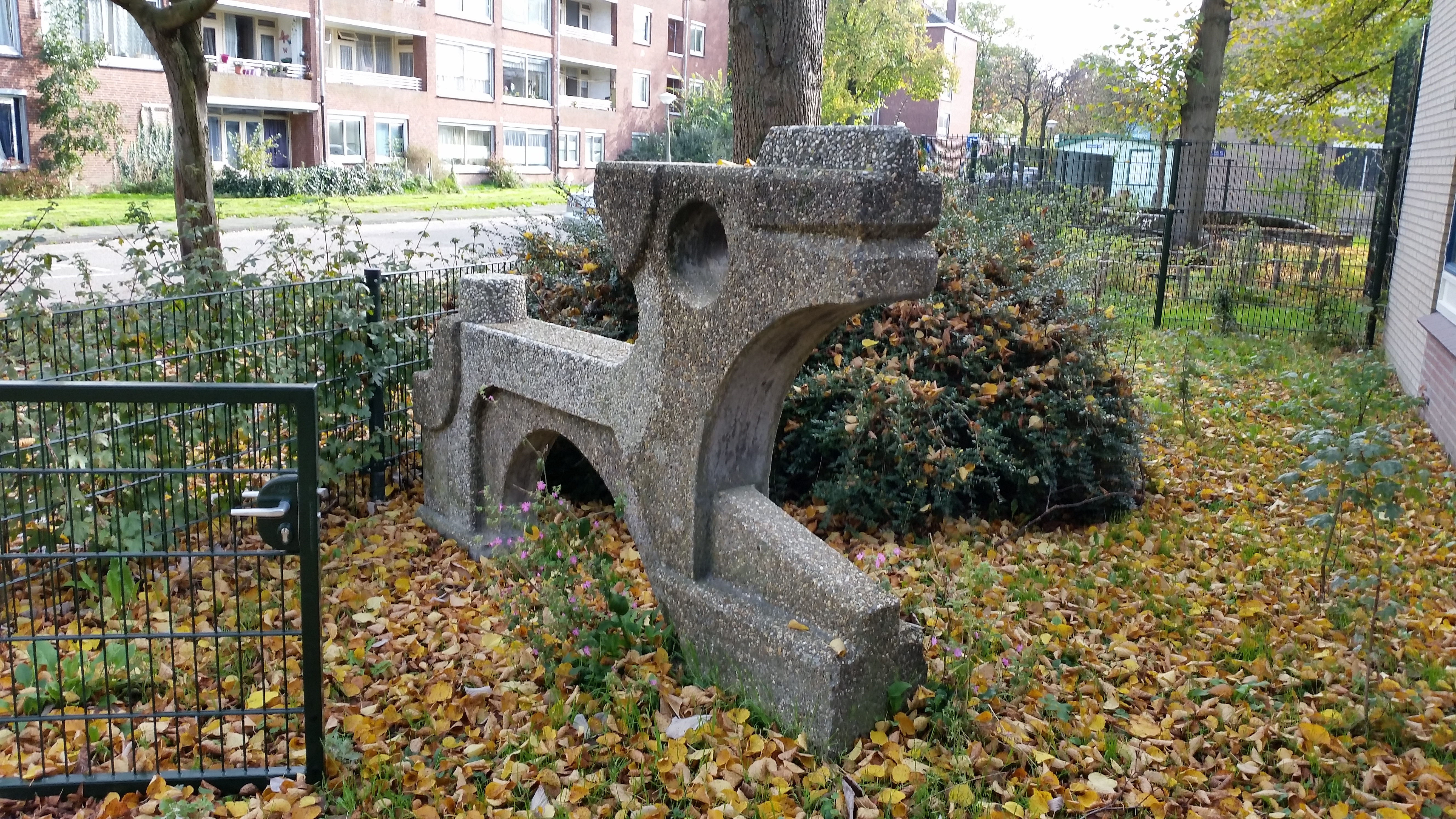
Perro y dromedario (1966, detalle), Amsterdam Buitenveldert

Josje Smit (Ámsterdam, 25 de diciembre de 1926-ibídem, 30 de septiembre de 2003) fue una artista visual neerlandesa. 

## Biografía
Smit trabajó como artista visual en varias disciplinas. Fue, entre otras cosas, escultora, ceramista y artista textil. Como ceramista trabajó en las empresas de Just van Deventer : Tanagra Ceramiek y De Marmot.
Smit estuvo casada con el artista visual Cephas Stauthamer. Juntos vivieron en el edificio patrimonial De Gecroonde Raep en Oudezijds Voorburgwal en Ámsterdam, donde utilizaron como estudio los antiguos desvanes de tabaco. A su muerte, Smit dejó una colección de arte y una cantidad de dinero con la que la Asociación Hendrick de Keyser pudo restaurar la propiedad.
El trabajo de Smit se puede ver en espacios públicos en Ámsterdam y Gouda, entre otros lugares. TNT Post y KPN poseen obras de Smit en sus colecciones corporativas. Diseñó tapices decorativos para los interiores y relieves de cerámica en muros exteriores para muchos edificios en los Países Bajos.

## Obras (selección)
- Zonder titel (1963), Gouda
- Puerta del cementerio de Rosenburgh (1963), Voorschoten
- Zonder titel (1963), Voorschoten
- Speeldieren (1966), Ámsterdam
- Hond en dromedaris (1967), Ámsterdam
- Samensmelting - tapiz en salón de bodas, en Maassluis.